# پازیفا
پازیفا (انگلیسی: Posiva) شرکت برق فنلاندی است، که در سال ۱۹۹۵ تأسیس شد.